# ويل غرينوود
ويل غرينوود (بالإنجليزية: Will Greenwood)‏ هو لاعب اتحاد الرغبي بريطاني، ولد في 20 أكتوبر 1972 في بلاكبرن في المملكة المتحدة.

## وصلات خارجية
- ويل غرينوود على موقع دوري الرغبي الممتاز (الإنجليزية)
- ويل غرينوود عل موقع إسبنسكروم (الإنجليزية)
- ويل غرينوود على موقع IMDb (الإنجليزية)
- ويل غرينوود على موقع قاعدة بيانات الفيلم (الإنجليزية)